# Niedersfeld

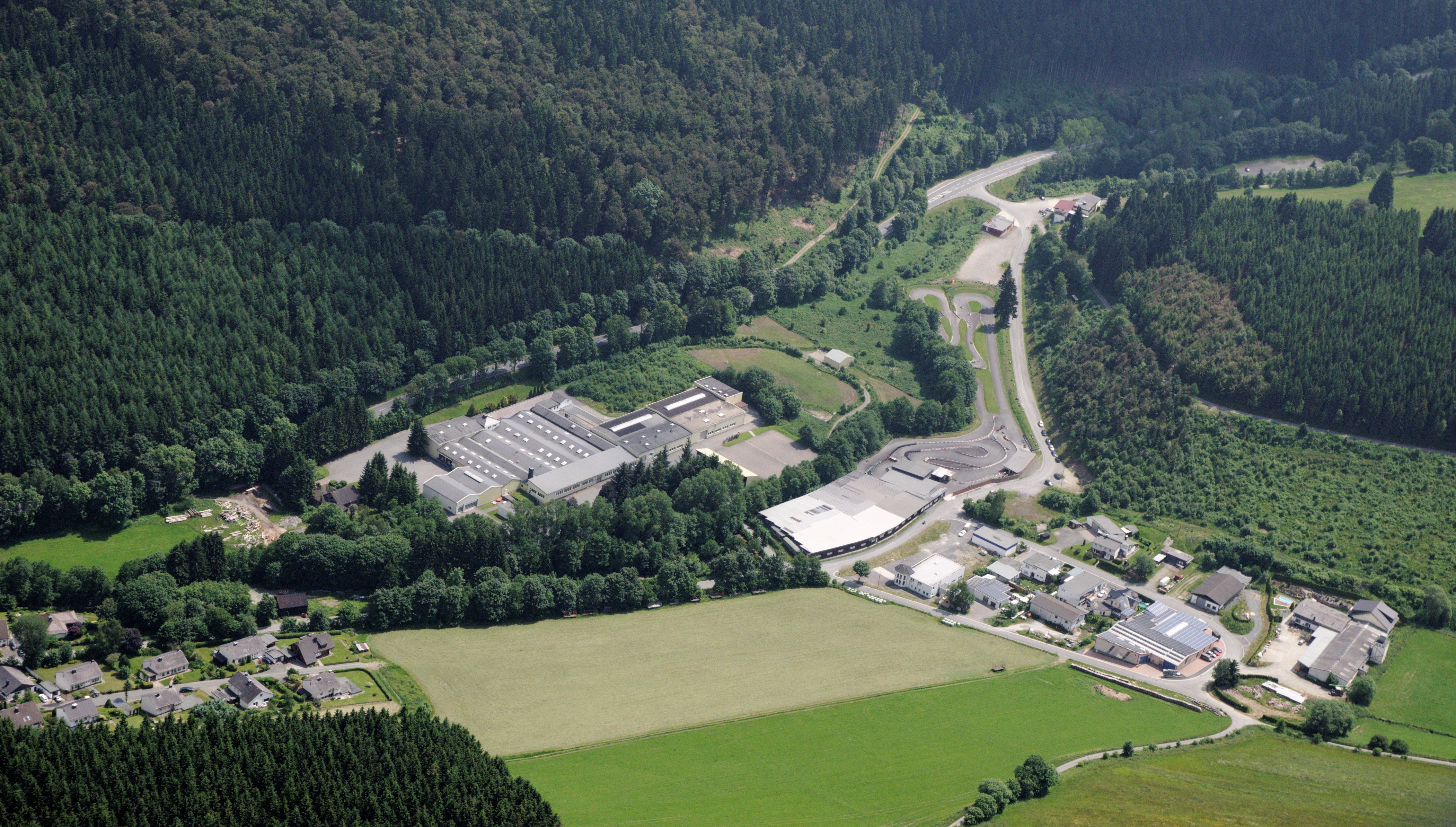
Gewerbegebiet in Niedersfeld mit Cartbahn und Firma Schuhl & Co.

Niedersfeld ist ein Stadtteil von Winterberg im Hochsauerlandkreis, Nordrhein-Westfalen (Deutschland).

## Geographie
Niedersfeld liegt im nördlichen Teil des Rothaargebirges rund 7,5 km (Luftlinie) nördlich von Winterberg. Im Norden grenzt die Ortschaft an die Stadt Olsberg, im Osten an die Gemeinde Willingen in Hessen.
Niedersfeld befindet sich an der Einmündung des Hillebachs in den Oberlauf der Ruhr unmittelbar nordwestlich des kleinen Hillestausees. Das Dorf, dessen Kern auf etwa 515 m ü. NN Höhe liegt, ist als erste Ortschaft an der jungen Ruhr von insgesamt sieben Tälern umgeben. Hindurch führt ein Abschnitt der B 480, über die östlich von Niedersfeld gelegenen Berge ein solcher des Rothaarsteigs.
Höchster Berg bei Niedersfeld ist mit 843,2 m Höhe der Langenberg, zugleich höchster Berg in NRW. Er ist unweit nordöstlich zu finden, am Grenzdreieck der Kommunalgebiete Winterberg, Olsberg und Willingen. Der Langenberg liegt direkt am Naturschutzgebiet Neuer Hagen mit der Niedersfelder Hochheide. Nördlich der Ortschaft erhebt sich der Öhrenstein (792,1 m), östlich der Clemensberg (ca. 837 m), südlich der Rimberg (764,5 m), südsüdwestlich die Nordhelle (792,2 m), südwestlich der Hohe Hagen (729 m) und nordwestlich der Kahlenberg (732,8 m).

## Geschichte

### Allgemein
Niedersfeld wurde erstmals 1329 urkundlich erwähnt.
1548 gehörte das Dorf „Niedersfelt“ zur Freigrafschaft Grönebach, die die Herren von Gaugreben vom Landgrafen von Hessen zu Lehen hatten. Zu dieser Zeit gehörte es zum Amt Medebach und damit zum Herzogtum Westfalen.
1802 fiel das Dorf mit dem Herzogtum Westfalen an die Landgrafschaft Hessen-Darmstadt. Ab 1816 gehörte Niedersfeld zu Preußen. Zuerst wurde es dem Kreis Medebach, danach dem Kreis Brilon zugeordnet. Hierin war es Bestandteil des Amtes Niedersfeld, das seinen Sitz in Winterberg hatte.
Im Zweiten Weltkrieg (1939–1945) wurde Ende 1942 ein Lager mit Arbeitsmaiden des Reichsarbeitsdienst nach Niedersfeld verlegt. Im Dorf gab es zahlreiche Fremdarbeiter. Von einer Bombe wurde am 1. Januar 1945 ein 13-jähriger Junge getötet. Am 29. März zog durch Niedersfeld ein endloser Zug von Fahrzeugen und Waffen der Wehrmacht, häufig mehr oder weniger beschädigt, das Ruhrtal hinunter. Dem folgen Marschkolonnen von Infanterie. Im Dorf wird der Volkssturm aufgerufen. In der Umgebung müssen Panzersperren vom Volkssturm gebaut werden. Niedersfeld erhält am 30. März einen Oberstleutnant als Ortskommandanten. Generalfeldmarschall Walter Model, der Kommandant aller Einheiten im Ruhrkessel, hält mit zwei Generälen im Dorf eine Besprechung ab. In den beiden nächsten Tagen rücken mehrere Kompanien des Volkssturm Freikorps Oberruhr, verstärkt durch Männer vom Reichsarbeitsdienst ein. Am 1. April hat der Rückzug der deutschen Truppen aufgehört. Hingegen rücken nun Soldaten ins Dorf ein um sich dort für die Verteidigung bereit zu machen. Generalleutnant Walter Denkert von der 3. Panzergrenadier-Division hatte das Kommando. Ein Teil der Einwohner flieht wegen der bevorstehenden Kämpfe in die Wälder. Die Nacht von 3. auf den 4. April ist taghell durch das ständige Mündungsfeuer der bei Winterberg stehenden US-Geschütze und den Bränden in südlich gelegenen Dörfern. Der auswärtige Volkssturm wird am 3. April zurückgezogen, während der Einheimische unter dem Kommando der Wehrmacht weiter Panzersperren und Stellungsgräben baut. US-Geschütze beschießen nun die Ortschaft. Die Deutschen schießen mit ihren 60 Geschützen, welche um das und im Dorf stehen, zurück. Immer mehr Gebäude werden getroffen. Am 4. April wurde in der Ortschaft eine Frau durch Granatsplitter getötet. Die Wehrmacht beginnt ihre Geschütze abzuziehen. Der Erdkampf kommt mit Feuer von Gewehren, Maschinengewehren und Panzern näher. Schließlich dringen US-Truppen ins Dorf ein und drängen die Deutschen hinaus. Während sich der Kampflärm immer weiter nach Norden verzieht, stehen Rauchsäulen brennender Gebäude über dem Dorf. Abends schießen deutsche Geschütze in die Ortschaft. Am 5. April durchrollen Kolonnen der US-Truppen das Tal. Um das Dorf herum werden Geschütze aufgefahren, die nun die Gebiete um Siedlinghausen und Bödefeld beschießen. Am Nachmittag des 6. April stellen die US-Geschütze ihr Feuer ein und ziehen ab. Wenig später beginnen wieder bis zum 8. April Geschütze in den umliegenden Bergen auf weit entfernte Ziele zu schießen. Im Dorf sollen 20 bis 25 Deutsche und sieben bis zehn US-Soldaten gefallen sein. Fast alle Gebäude in Niedersfeld sind nach Kampfende beschädigt oder gar zerstört. Bei Bandes Hof und bei Wulves Hof wird auf der Wiese je ein Gefangenenlager für gefangene Deutsche, auch Zivilgefangene, aus dem Raum von Hallenberg bis Bestwig eingerichtet. Die Gefangenen stehen Kopf an Kopf im Schlamm. Neben den Lagern liegen Tote in Säcken, die US-Soldaten in khakifarbenen und die Deutschen in weißen Säcken. 20 Pferde und zwei Kühe werden in Granattrichtern verscharrt. In der Folgezeit kommt es zu Überfällen und Diebstählen durch ehemalige ausländische Gefangene der Deutschen. Aus den Granatkartuschen, die im und beim Dorf liegen, werden neue Glocken für die Kirche gegossen.
Im Zweiten Weltkrieg fielen 69 Niedersfelder als Soldaten, davon die meisten an der Ostfront, oder starben in Gefangenschaft.
Am 1. Januar 1975 wurde das Dorf nach Winterberg eingegliedert.

### Einwohnerentwicklung
| Jahr | Einwohner | Quelle |
| ---- | --------- | ------ |
| 1864 | 0651      | [ 7 ]  |
| 1871 | 0535      | [ 7 ]  |
| 1939 | 0815      | [ 7 ]  |
| 1950 | 1256      | [ 7 ]  |
| 1961 | 1120      | [ 6 ]  |
| 1966 | 1299      | [ 7 ]  |
| 1970 | 1408      | [ 6 ]  |
| 1974 | 1480      | [ 8 ]  |
| 2009 | 1563      |        |
| 2010 | 1582      |        |
| 2012 | 1555      | [ 9 ]  |
| 2021 | 1358      |        |

## Politik

### Wappen
Für Niedersfeld charakteristisch ist die Ziege, niederdeutsch Hitte genannt, die seit vielen Jahrzehnten Wappentier der Ortschaft und an vielen Stellen im Dorf anzutreffen ist. Im Jahr 2009 erhielt Niedersfeld erstmals ein offizielles Wappen. Es enthält verschiedenste Abbildungen, unter anderem die Heilige Agatha, Schutzpatronin der katholischen Kirchengemeinde, die Niedersfelder Hitte, das Kurkölnische Kreuz, die Gaugreb’schen Pfähle, das Wasserrad sowie die Darstellung von Ruhr und Hille, den beiden Fließgewässern des Dorfes.

## Sehenswertes

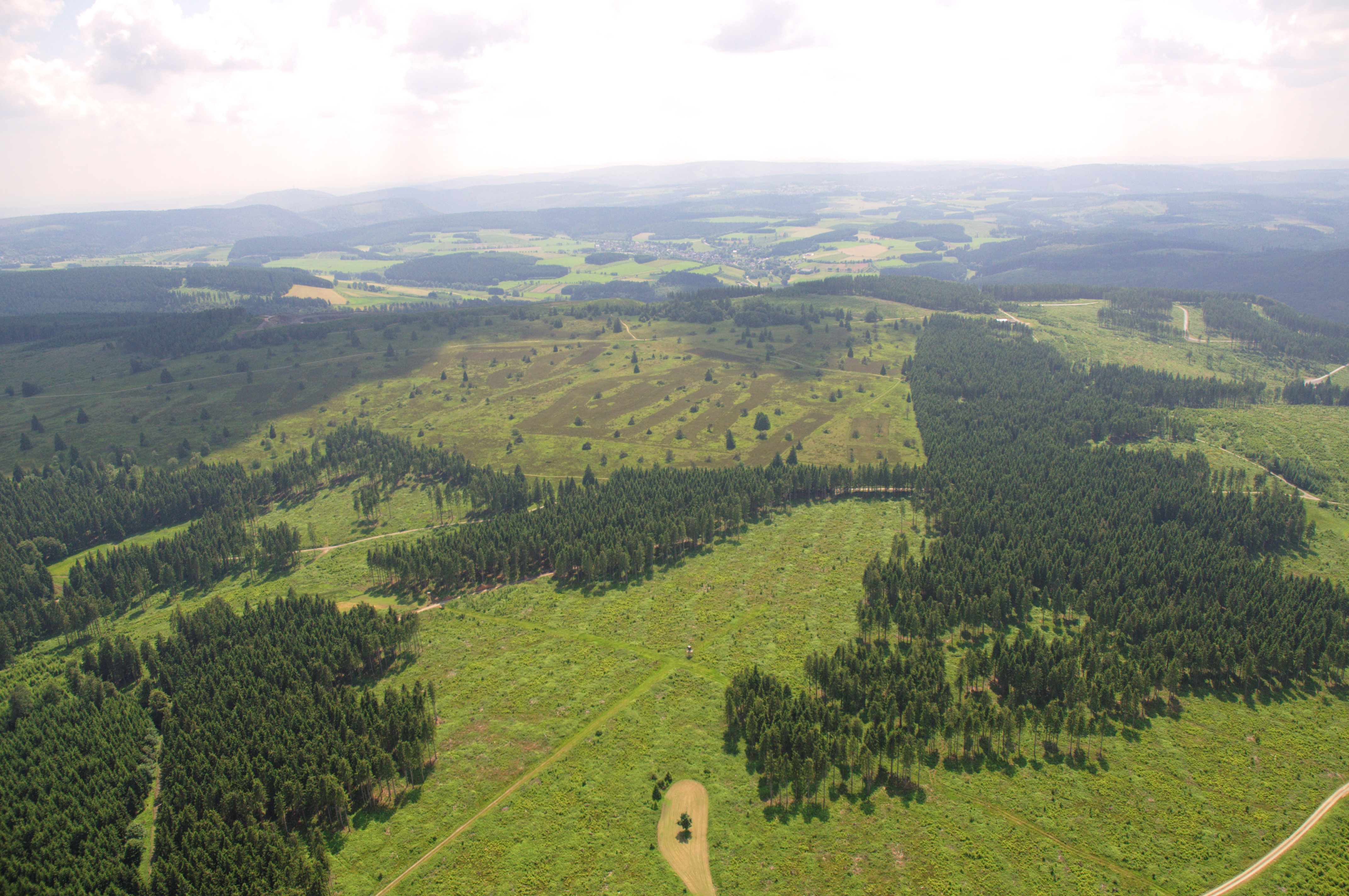
Naturschutzgebiet Neuer Hagen in der Niedersfelder Hochheide aus der Luft

Zu den Sehenswürdigkeiten im Raum Niedersfeld gehört neben der Berg-, Tal- und Waldlandschaft, die gute Erholungs- und Urlaubsmöglichkeiten bietet, das Naturschutzgebiet Neuer Hagen, in dem sich die Niedersfelder Hochheide in herrlicher Natur befindet. Der Hillestausee („Erholungs- und Freizeitzentrum Hillebachsee“), der im schön gelegenen Tal des Hillebachs liegt, lädt als kleiner Stau- und Badesee mit im Jahr 2006 erneuerter Badebucht zum Verweilen ein.

## Organisation und Dorfleben

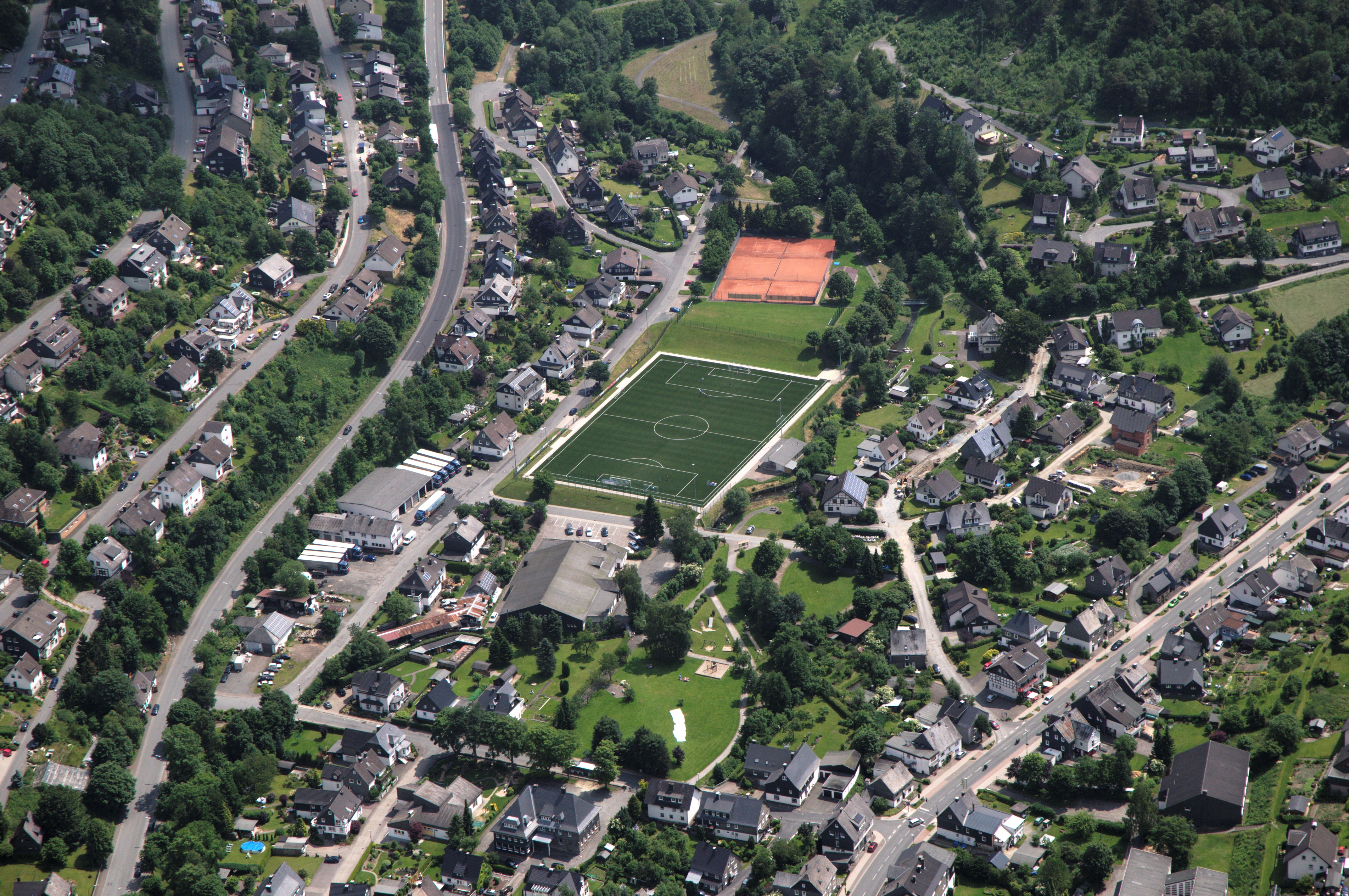
Niedersfelder Sportplatz aus der Luft

Ortsvorsteher von Niedersfeld ist seit Ende April 2023 Christian Schmidt (CDU). Neben einer CDU-Ortsgruppe gibt es in Niedersfeld auch eine aktive Gruppe der SPD, die im Stadtverband Winterberg organisiert ist.
Niedersfeld ist ein vereinsreiches Dorf. Größter Verein der Ortschaft ist die Schützenbruderschaft St. Hubertus, die seit 1998 die Schützenhalle in Eigenregie führt. Die Bruderschaft feierte im Jahr 2013 ihr 125-jähriges Bestehen mit einem zweitägigen Jubiläumsschützenfest. Der Sportverein feierte im Jahr 2006 sein 60-jähriges Bestehen und unterhält heute ein Tennisheim und ein Fußballstadion mit Kunstrasenplatz und Vereinsheim. Der Reit- und Fahrverein unterhält einen Reitplatz und eine Reithalle. Daneben wirken SGV, Blasmusik, DLRG, Fitnessclub und der Theaterverein Hittenbühne aktiv am Dorfleben mit. Die Dorfgemeinschaft versteht sich als Dachverein der Ortschaft und unterhält neben dem Grillplatz Bochtenbeck mit Schutzhütte und WC-Anlage das Dorfgemeinschaftshaus Josefshaus. Für touristische Aktivitäten zeigt sich der Verkehrsverein verantwortlich. Dieser unterhält in dem Haus ein Informationsbüro und engagiert sich für die touristische Infrastruktur.
Die Freiwillige Feuerwehr, eine städtische Einrichtung im Dorf, wirkt aktiv am Vereinsleben mit. Der Löschzug Niedersfeld setzt sich aus mehr als 80 Feuerwehrangehörigen zusammen. Innerhalb des Löschzuges gibt es eine aktive Abteilung, in der Männer und Frauen freiwillig ihren Dienst leisten. Die aktive Abteilung beinhaltet zudem eine separate Kochabteilung „Löschköche“. Zudem unterhält der Löschzug eine Jugendfeuerwehr, in der Jungen und Mädchen der Feuerwehrdienst etwas nähergebracht wird. In Niedersfeld wurde die erste Kinderfeuerwehr im Stadtgebiet und auch darüber hinaus eingerichtet. Außerdem gibt es eine Ehrenabteilung, in der sich aus dem aktiven Dienst ausgeschiedene Kameraden organisieren. Im Jahr 2008 bestand der Löschzug Niedersfeld seit 100 Jahren.
Die Vereine haben sich in der Dorfgemeinschaft Niedersfeld organisiert und bieten sowohl vereinsinterne als auch öffentliche Veranstaltungen an. Außergewöhnliche Feste werden daher auch durch die gesamte Dorfgemeinschaft unterstützt. Beispiele sind das Jubiläumsseefest anlässlich des 25-jährigen Bestehens des Hillebachsees (2007), das Kreisschützenfest des Kreisschützenbundes Brilon (2011) oder das Stadtschützenfest des Stadtverbandes Winterberg (2012).

## Kirche

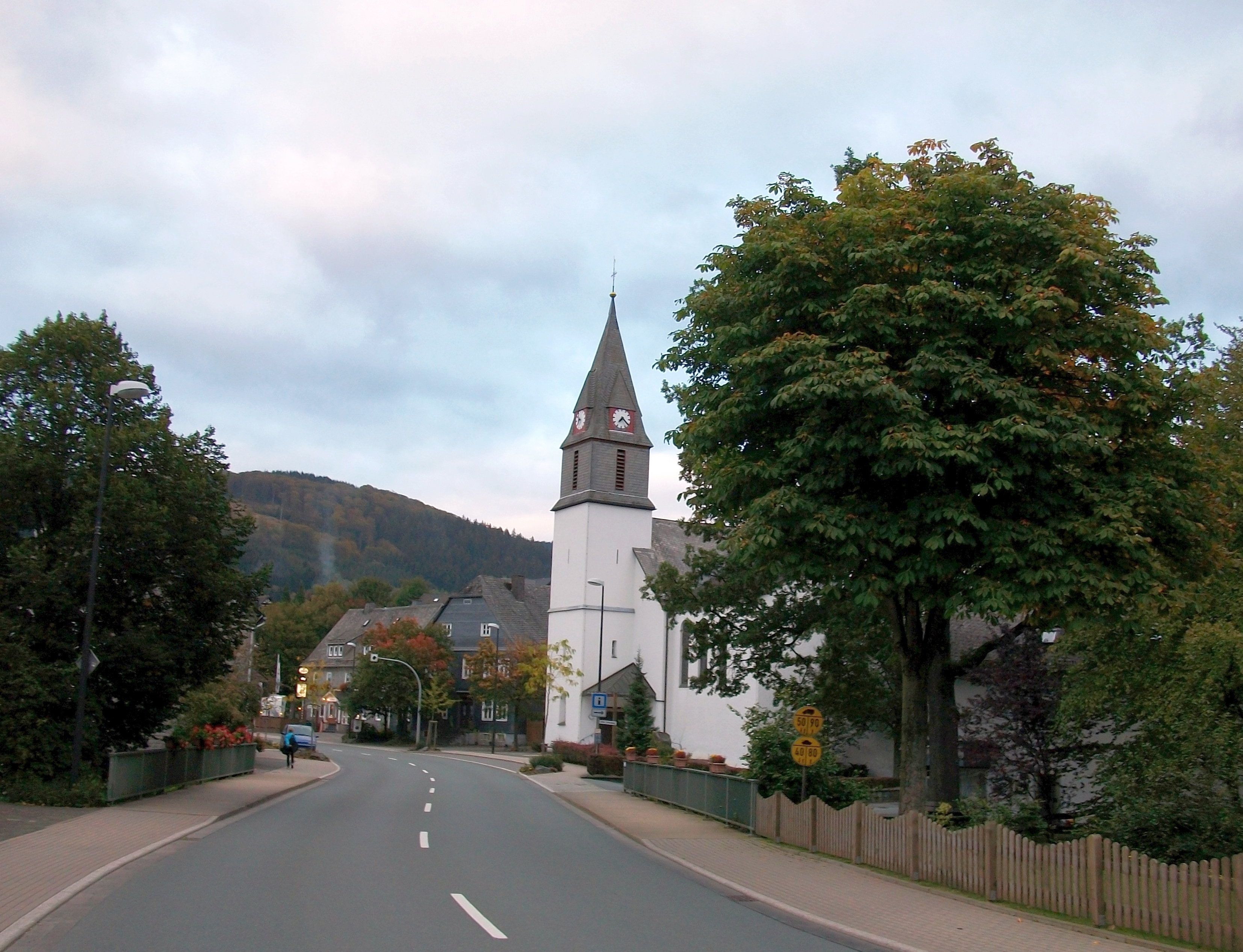
St. Agatha: Kirchturm (mit B 480)

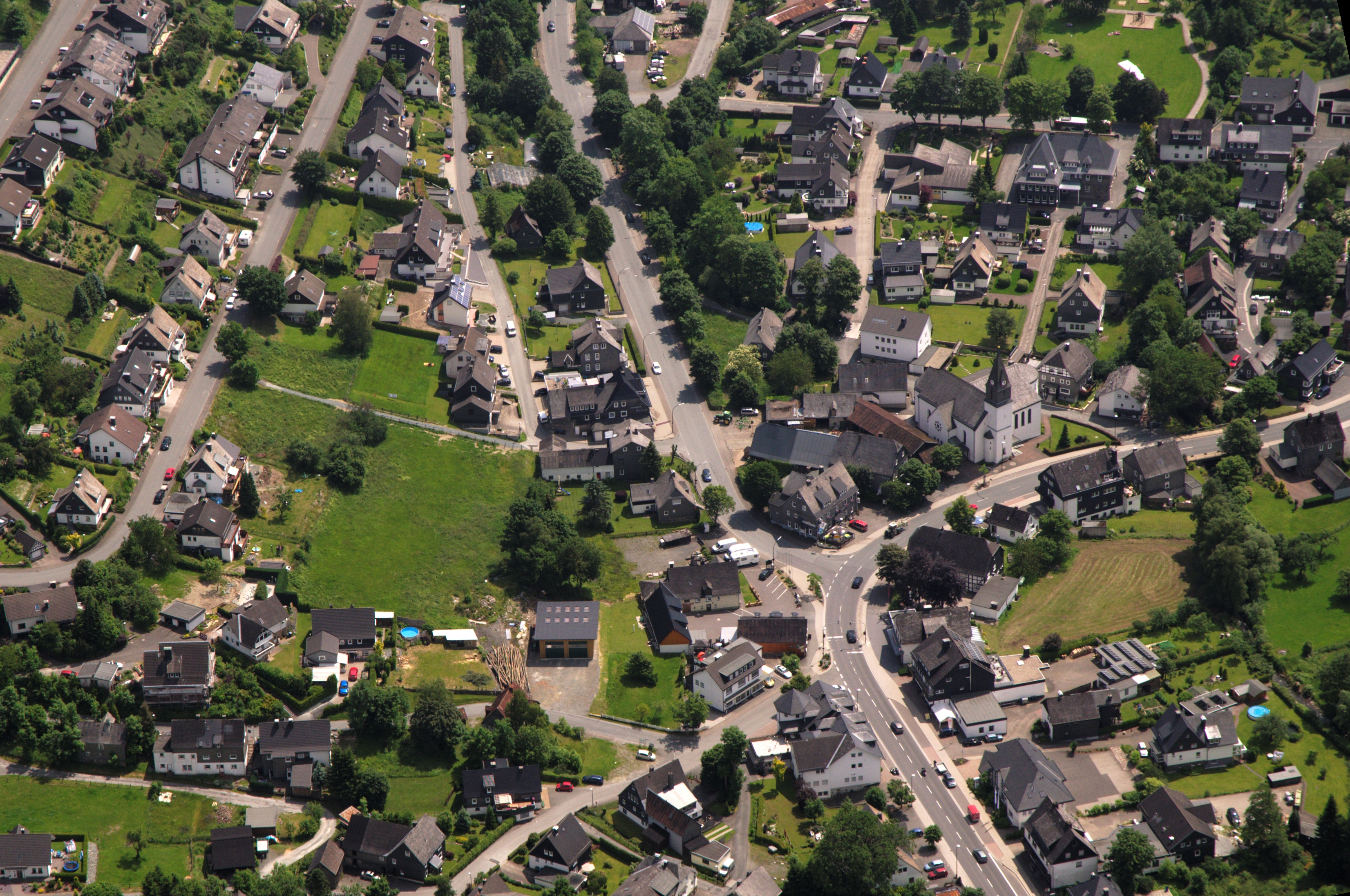
Niedersfeld unter anderem mit Kirche St. Agatha an der B 480 aus der Luft

Zunächst war Niedersfeld keine eigene Pfarrei, sondern an die Mutterpfarrei Grönebach angegliedert. Nach energischen Auseinandersetzungen mit dem Nachbarort, insbesondere mit dem Pfarrer und dem damals noch zuständigen Erzbischof in Köln, wurde die Gemeinde 1784 eigene Vikarie. Die Niedersfelder Kirche war damit immer noch Filialkirche und weiter abhängig von Grönebach. Im Übrigen hatte die Gemeinde keine Berechtigung zur Anlegung eines eigenen Friedhofes. Über 100 Jahre wurde ein regelrechter „Freiheitskrieg“ geführt, bis Niedersfeld im Jahr 1893 von Grönebach abgepfarrt wurde. Die Kirchengemeinde wurde damit eigenständige Pfarrgemeinde und musste damals 7425 Mark an Abfindungssumme bezahlen.
Seit 1821 gehört Niedersfeld zum Erzbistum Paderborn. 1887 wurde die damalige alte und baufällige Kapelle abgerissen. Es wurde mit dem Bau der neuen Pfarrkirche begonnen. 1888 folgte die Einweihung der neuen Pfarrkirche. Sie wurde in den Jahren 1954/55 angebaut, weil der Platz für die Gläubigen nicht ausreichte. 1973 folgte wegen der Beschlüsse des II. Vatikanischen Konzils ein größerer Umbau der Kirche. Erst 2003 wurden wieder größere Renovierungs- und auch Umbaumaßnahmen in Angriff genommen. Die Kirche erhielt in dieser Zeit ein völlig neues Farbkleid. 2025 steht eine größere Instandsetzung der Außenfassade der Kirche an. Die Pfarrgemeinde St. Agatha Niedersfeld gehört zum Pastoralverbund Winterberg, der im Februar 2014 durch Zusammenschluss der Pastoralverbünde Winterberg-Nord und Winterberg-Süd in der Pfarrkirche Niedersfeld mit einer Einrichtungsfeier gegründet wurde.
Die katholische Kirchengemeinde ist mittelbar Trägerin des St.-Agatha-Kindergartens. Zudem arbeiten viele Gemeindemitglieder ehrenamtlich als Lektoren, Kommunionhelfer oder in der Pfarrcaritas innerhalb der Kirchengemeinde. Viele Dinge des alltäglichen Lebens werden durch ehrenamtlich Tätige erledigt, wie zum Beispiel die Vorbereitung auf das Weihnachts- oder Osterfest, die Kommunion- und Firmvorbereitung oder andere Hochfeste.
Für die evangelischen Christen, die in Niedersfeld eine Minderheit bilden, wurde im 14-täglichen Rhythmus ein Gottesdienst im Pfarrheim gehalten. Allerdings besteht diese Möglichkeit heute nicht mehr, die evangelischen Christen haben aber die Möglichkeit, den Gottesdienst in der evangelischen Kirche in Winterberg zu besuchen.